# Иоанн (Лаба)
Преподобномученик Иоанн (в миру Иван Иванович Лаба (Лоба); 3 июля 1863 года, с. Серебрия Гайсинского уезда Подольской губ. (нынче Бершадский р-н, Винницкой обл., Украины) — 4 сентября 1937 года, Лисьей балке, близ Чимкента (нынче Шымкент, Казахстан)) — священнослужитель, иеромонах, святой Русской православной церкви.

Прославлен постановлением Священного синода Русской православной церкви от 13 августа 2000 года. Канонизирован со своим именем в миру — Иоанн.

## Биография
В миру Лаба (Лоба) Иван Иванович, родился 3 июля 1863 года в с. Серебрия Гайсинского уезда Подольской губ. (нынче Бершадский р-н, Винницкой обл. Украины).
Поступил в пустыннический скит Новая Фиваида Русского Пантелеимонова монастыря на Афоне.

## Монашество
20 марта 1896 года был пострижен в рясофор с именем Филипп в пустыннический скит Новая Фиваида Русского Пантелеимонова монастыря на Афоне.
4 февраля 1898 года был пострижен в мантию с именем Флавий в пустыннический скит Новая Фиваида Русского Пантелеимонова монастыря на Афоне.
16 июня 1901 года отец Флавий был рукоположен в иеродиакона. Послушание вначале исполнял в скитской трапезной, а после в скитской больнице — ухаживал за больными монахами.
25 января 1910 года рукоположен в иеромонаха. После рукоположения он возглавил скитскую библиотеку.
В мае 1912 года поставлен мон. Иринеем (Цуриковым) духовником Фиваидского скита. Участвовал в имяславческом движении. 2 декабря 1912 года присутствовал на собрании братии Фиваидского скита, на котором было принято "Соборное рассуждение о Имени Господа нашего Иисуса Христа" в духе имяславия. По свидетельству архиеп. Вологодского Никона (Рождественского), в июне 1913 года Иоанн несколько раз приходил к нему, "то каясь, то опять отрекаясь от православного учения", и только после беседы с преподавателем Александро-Невского духовного училища С. В. Троицким и долгих колебаний отрекся от имяславия.
17 июля 1913 года за имябожническое учение отец Флавий и отец Ириней (Цуриков) вместе с сотнями других монахов, приверженцев этого учения на пароходе «Чихачев» были отправлены обратно в Россию.
Поступил в Московский Покровский монастырь, где был пострижен отец Флавий в схиму с именем Иоанн.
Подписал жалобу, которую афонские иноки подали на рассмотрение Поместного Собора Православной Российской Церкви, составленную 27 октября 1917 года в дополнение к прошению от 15 октября 1917 года. Имяславцы просили "разобрать афонское дело" и снять с них церковное отлучение.
В 1919-1920 годах жил в уединении в окрестностях хутора Солёный (нынче Темрюкского р-на Краснодарского края).
1924 года - жил в окрестностях хутора Солёный (нынче Темрюкского р-на Краснодарского края) с афонским мон. Иларионом (Цуриковым), вместе с которым совершал богослужения.

## Аресты и мученическая кончина
29 июня 1924 года оба были арестованы по обвинению в том, что "шли против советской власти и держались за старое". Особым совещанием при ОГПУ СССР иером. Иоанн приговорен к трем годам ссылки в Нарымский край.
Отбывал наказание в с. Большой Подъельник Томской губ. По окончании срока ссылки поселился вместе с о. Иларионом (Цуриковым) в горах на пасеке близ г. Фрунзе (нынче Бишкек, Киргизия).
2 февраля 1930 года они вновь были арестованы по обвинению в "антисоветской деятельности".
9 июня особым совещанием при Коллегии ОГПУ Средней Азии иером. Иоанн был приговорен к трем годам ссылки в г. Кзыл-Орда (нынче Кызылорда, Казахстан). Отбывал заключение в г. Турткуль Каракалпакской АССР.
Освободившись из лагеря в 1935 году, Иоанн (Лаба) поселился в г. Аулие-Ата (в 1936-1938 гг.- Мирзоян, нынче Тараз, Казахстан), где жил после ссылки о. Иларион. Они тайно совершали богослужения и постригали в монахи, пользовались авторитетом у местного населения, люди приходили к ним для участия в богослужении и за советом.
Отслужив Литургию на Троицу (20.06.1937г.) они сказали: "Последний раз мы у Вас служили. Скоро нас арестуют и расстреляют". Мама говорила: "Отец Иларион, мы Вас спрячем или увезем куда-нибудь". "Нет, — говорит, — не надо. Мы хотим получить мученические венцы..."
24 июня 1937 года подвижников вновь арестовали по обвинению в "пораженческой агитации" и "участии в контрреволюционной организации". О. Иоанн как "руководитель тайного монастыря" был заключен в тюрьму г. Мирзояна. Проходил вместе с о. Иларионом по групповому делу Омского архиеп. Алексия (Орлова). Виновным себя не признал.
23 августа 1937 года Особой тройкой при УНКВД по Южно-Казахстанской обл. по делу N 723, по обвинению митрополита Кирилла (Смирнова), митрополита Иосифа (Петровых), архиепископа Алексия (Орлова) и других было вынесено обвинительное заключение, в котором кроме стандартных обвинений в антисоветской деятельности, было обвинение: "Цуриков Иларион и Лаба Иван — руководители тайного монастыря в Мирзояне, находились под руководством Кобранова и Кирилла Смирнова. Вели контрреволюционную агитацию о скором падении советской власти и восстановлении буржуазного строя, производили тайное пострижение в тайное монашество".
Расстрелян 4 сентября 1937 года в Лисьей балке, близ Чимкента (нынче Шымкент, Казахстан), погребен в безвестной могиле.

## Реабилитация
5 июля 1958 года был реабилитирован президиумом Южно-Казахстанского областного суда по 1937 году репрессий.

## Канонизация и прославление
Причислен к лику новомучеников и исповедников Российских решением Архиерейского Собора Русской Православной Церкви 13 августа 2000 года от Чимкентской епархии.
Дата празднования Собора новомучеников и исповедников Церкви Русской — 7 февраля (нов.ст.), если дата приходится на воскресный день; в предшествующий воскресный день, если 7 февраля— понедельник, вторник или среда; в последующий воскресный день, если 7 февраля — четверг, пятницу или суббота.
1 апреля 2015 года по благословению Священного Синода Украинской Православной Церкви (журнал № 15) во главе с Блаженнейшим Митрополитом Киевским и всея Украины Онуфрием было установлено празднование Собора Святых Винницкой земли, куда среди прочих 15 подвижников, жизнь и подвиг которых связаны с Винничиной, был причислен и Преподобномученик Иоанн (Лабаа), пресвитер (+ 1937).

Дата празднования Собора Винницких Святых — 14 сентября (по новому стилю) в день начала индикта (церковного новолетия).